# Estigmene griseipennis
Estigmene griseipennis är en fjärilsart som beskrevs av Max Bartel 1903. Estigmene griseipennis ingår i släktet Estigmene och familjen björnspinnare. Inga underarter finns listade i Catalogue of Life.